# Vida (Vorname)
Vida ist ein geschlechtsneutraler Vorname.

## Herkunft und Bedeutung
Für den Namen existieren je nach Herkunft unterschiedliche Herleitungen.
In Ungarn ist Vida [ˈvi.dɒ] ein männlicher Vorname. Dabei handelt es sich entweder um eine Variante des Namens Wido, der seinerseits auf das germanische Element witu „Holz“ oder wit „weit“ zrückgeht, oder um eine Variante von Vitus, der sich vom lateinischen vita „Leben“ ableitet. In Slowenien wird Vida als weibliche Variante derselben Namen angesehen.
Im Persischen ist ویدا Vida ein weiblicher Name mit der Bedeutung „sichtbar“, „offensichtlich“, in Pahlavi „Erwerberin“, „Finderin“.
In Litauen ist Vida [vʲɪ.ˈdɐ] die weibliche Variante von Vidas.
Darüber hinaus kann Vida als Diminutiv verschiedener Namen mit der Endung -vida oder als weibliche Variante von Vide angesehen werden. Vide kann von der gleichlautenden schwedischen Vokabel mit der Bedeutung „Weide, Weidenbaum“ oder vom altnordischen Namen Viði „Wald“ abgeleitet werden.

## Verbreitung
Der Name Vida ist vor allem in Litauen und Slowenien verbreitet. Auch in Mazedonien, Serbien und dem persischen Sprachraum wird er regelmäßig vergeben.

## Varianten

### Weibliche Varianten
- Dänisch: Vita
- Italienisch: Vita
  - Latein: Vita
- Lettisch: Vita
- Litauisch: Vita

### Männliche Varianten
- Deutsch: Guido, Veit
  - Friesisch: Wide
- Englisch: Guy
- Französisch: Guy
- Italienisch: Guido, Vito
- Kroatisch: Vid
- Litauisch: Gvidas
- Polnisch: Wit
  - Diminutiv: Witek
- Slowakisch: Vit
- Slowenisch: Vid
- Spanisch: Vito
- Tschechisch: Vit
  - Diminutiv: Vitek
- Ungarisch: Vid

## Weibliche Namensträger
- Vida Ačienė (*  1963),  litauische Politikerin,  Mitglied des Seimas
- Vida Anim (* 1983), ghanaische Sprinterin
- Vida Marija Čigriejienė (* 1936), litauische Ärztin und Politikerin, Mitglied des Seimas
- Vida Guerra (* 1974), kubanisches Model
- Vida Goldstein (1869–1949), australische Sozialreformerin, Frauenrechtlerin und Pazifistin
- Vida Jerman (1939–2011), kroatische Schauspielerin
- Vida Miknevičiūtė, litauische Opernsängerin (Sopran)
- Vida Movahed (* 1986/1987), iranische Demonstrantin
- Vida Ognjenović (* 1941), serbische Regisseurin, Autorin, Hochschullehrerin, Politikerin und Diplomatin
- Vida Skalská-Neuwirthová (* 1962), tschechische Schauspielerin und Autorin
- Vida Stasiūnaitė (* 1953), litauische Politikerin, Mitglied des Seimas
- Vida Vencienė (* 1961), litauische Skilangläuferin

## Männliche Namensträger
- Vida Blue (1949–2023), US-amerikanischer Baseballspieler